# 会青橋
会青橋（かいせいばし）は、福島県喜多方市および同県河沼郡会津坂下町にある阿賀川に架かる福島県道21号喜多方会津坂下線の道路橋である。

## 概要
- 活荷重 - B活荷重
- 路線名 - 主要地方道塩川山都線
- 形式 - 鋼8径間連続鈑桁橋
- 橋長 - 388.300 m
  - 支間割 - (8×48.300 m)
- 幅員
  - 総幅員 - 15.800 m
  - 有効幅員 - 15.000 m
  - 車道幅員 - 8.000 m
  - 歩道幅員 - 片側3.500 m
- 床版 - 鉄筋コンクリート
- 総鋼重 - 1 605.7 t
- 橋台 - 鋼管杭基礎逆T式橋台（A1）、直接基礎逆T式橋台（A2）
- 橋脚 - 直接基礎張出式小判型橋脚（P1 - P7）
- 設計 - 大日本コンサルタント[注釈 1]
- 施工 - 矢田工業・川田工業・宇部興産機械[注釈 2]・平工橋梁[注釈 3]（上部工）、入谷建設工業（A1下部工）、共立土建（P1 - P5下部工）、土田建設工業（P6下部工）、朝日建設工業（P7・A2下部工）
- 架設工法 - 桟橋併用クローラークレーン・ベント工法
- 竣工 - 2004年（平成16年）[1]

喜多方市と会津坂下町を隔てる一級河川阿賀川を渡り、北詰は喜多方市塩川町会知付近、南詰は河沼郡会津坂下町青木付近に位置する。橋の東側で阿賀川に日橋川が合流しているほか、周辺には亀ヶ森古墳などがある。現在の橋梁は2004年（平成16年）に竣工した長さ388.3 m、幅15 mの鋼桁橋である。また、1937年（昭和12年）に架橋された旧橋梁は長さ348.5 m、幅5.5 mのRCゲルバー橋であった。

## 沿革

### 現橋梁の架橋に至るまで
会青橋架橋に至るまでは、付近の阿賀川では渡しが使われていた。その後、1929年（昭和4年）に舟橋が生まれた後、1937年（昭和12年）12月12日にRCゲルバー橋が架橋される。この橋は、阿賀川に架かる橋の中で蟹川橋および高田橋に次ぐ長さを持っていたほか、昭和50年代においては現在と同じく主要地方道喜多方会津坂下線の橋梁であった。
- 全長 - 348.5 m
- 幅員 - 5.5 m
- 形式 - 17径間RCカンチレバー（ゲルバー）桁橋
- 施工 - 堀江組[5]

### 現橋梁の架橋
先に示したように、旧橋梁は喜多方市と会津坂下町を結ぶ主要地方道の一部として利用されていたが、橋梁の老朽化及び幅員の狭さと歩道が設置されていたことを理由として架け替えがなされ、1996年（平成8年）の事業化、その後の架け替え事業の後に2006年（平成18年）に桁橋の新橋梁が完成した。また、会青橋南側の県道21号喜多方会津坂下線は、橋梁と同じく道幅が狭いこと、歩道が設置されていないことなどを理由として、「青木バイパス」として整備がなされており、2007年（平成19年）3月30日に一部開通した。

## 周辺
- 亀ヶ森古墳
- 鎮守森古墳